# 6377 Cagney
6377 Cagney este un asteroid din centura principală de asteroizi.

## Descriere
6377 Cagney este un asteroid din centura principală de asteroizi. A fost descoperit pe 25 iunie 1987 la Observatorul Kleť de Antonín Mrkos. Asteroidul prezintă o orbită caracterizată de o semiaxă mare de 2,62 ua, o excentricitate de 0,16 și o înclinație de 15,5° în raport cu ecliptica.